# Cesinali
Cesinali (Ggisinàli in dialetto irpino, [/dʤizi'nali/]) è un comune italiano di 2 537 abitanti della provincia di Avellino in Campania.

## Storia
Il nome "Cesinali" sembra derivare dal germanico cesine, equivalente di "selva cedua, terra dissodata per fare spazio all'insediamento urbano e all'agro coltivato". L'origine del centro sarebbe longobarda, e collegata allo sviluppo della più estesa Atripalda, con la quale Cesinali condivise per lungo tempo le vicende politiche e amministrative (entrambe le località furono rette da alcune delle più blasonate famiglie nobili del Sud Italia, quali, ad esempio, quelle dei Filangieri, dei Carafa e dei Caracciolo). Pure avendo acquisito, nel corso degli anni, una certa autonomia, il villaggio si vide accorpato, nel 1927, al limitrofo comune di Aiello del Sabato, per poi tornare indipendente nel 1950.
Il comune di Cesinali ha anche una piccola frazione, Villa San Nicola, di circa 400 abitanti.

## Società

### Evoluzione demografica
Abitanti censiti

### Etnie e minoranze straniere
Al 1º gennaio 2010 nel territorio di Cesinali risultano residenti 79 cittadini stranieri. I gruppi più numerosi sono quelli di:
- Cina 40
- Ucraina 12
- Romania 8
- Bulgaria 7
- Venezuela 4

fonte Istat

### Lingue e dialetti
Accanto alla lingua italiana, nel territorio di Cesinali è in uso il dialetto irpino.

## Cultura
A Cesinali è presente l'ente "Teatro d'Europa" nato come cooperativa nel 1997 e dal 2001 attivo con stagioni teatrali e corsi di recitazione . 
Nota a livello locale è la rievocazione della Passione di Gesù, portata in scena annualmente il Venerdì santo, fin dagli anni '60, da una compagnia di attori amatoriali e ispirata al testo dello scrittore Carmine Fernando Venezia . Come altre realtà locali, la cultura Cesinalese include la rappresentazione della Zeza nel periodo di Carnevale e la tradizione della Rosammarina, ovvero la consegna, accompagnata da canti tradizionali, di un ramo di conifera addobbato con agrumi alle famiglie del paese nel giorno del Sabato santo, come segno di augurio in vista dell'imminente Pasqua.

## Economia
Fra le attività economiche va segnalata una fiorente agricoltura, soprattutto legata alla viticoltura e alla coltivazione di nocciole.
Cesinali ha anche visto nascere l'emittente radiofonica Radio Punto Nuovo, una delle più ascoltate a livello regionale, e ne ospita ancora alcune sedi.

## Amministrazione
L'attuale sindaco è Dario Fiore, eletto nel 2019 a capo di una lista civica di centro-sinistra.

## Galleria d'immagini

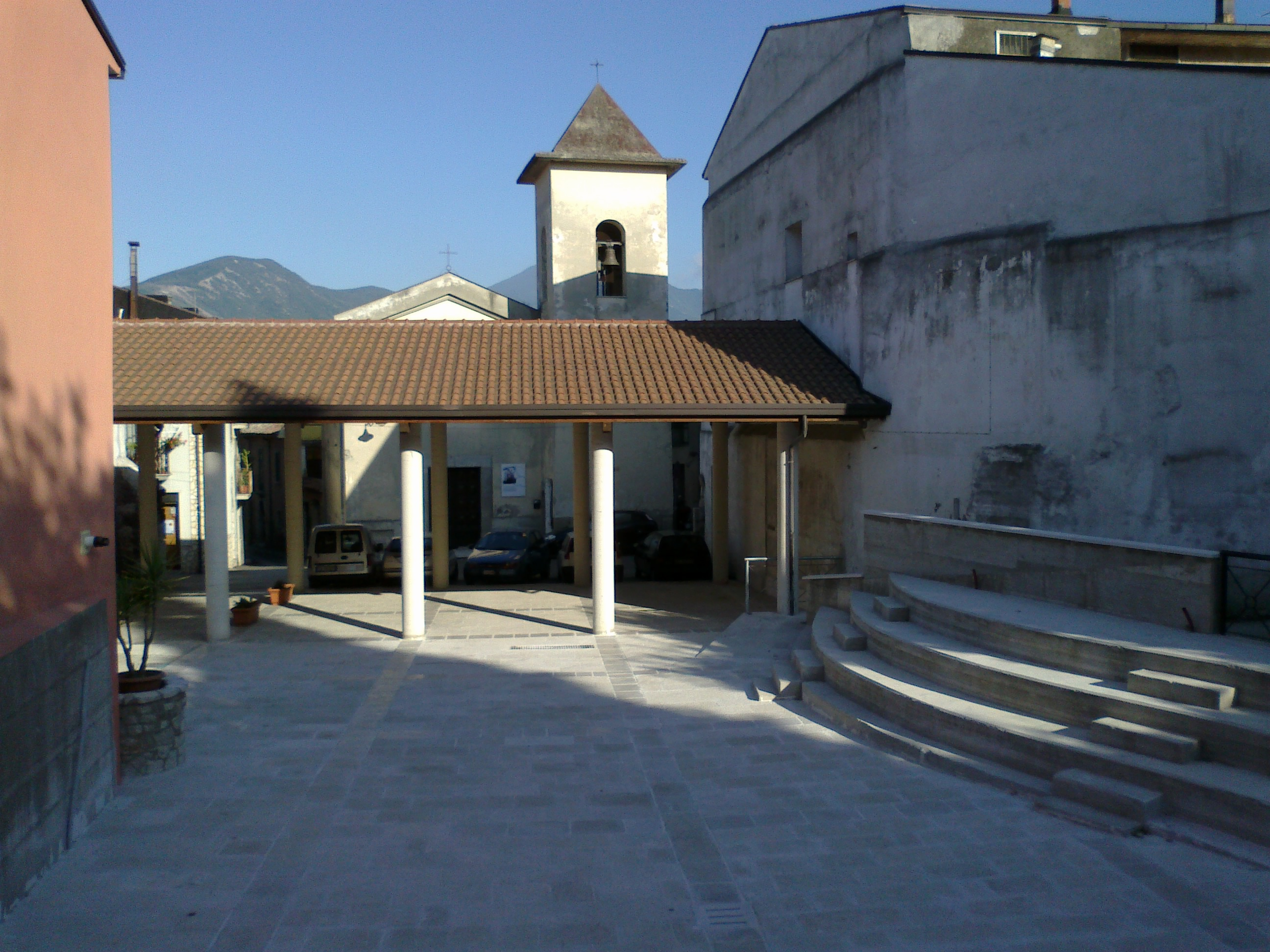
Largo Renzulli e Chiesa Madre di San Silvestro